# کژوکی-براتکی
کژوکی-براتکی (به لهستانی:  Krzywki-Bratki) یک روستا در لهستان است که در گمینا کوچبورک-اوسادا واقع شده‌است.